# کوکنیی
کوکنیی (به لاتین: Kukni) یک منطقهٔ مسکونی در روسیه است که در شهرستان لاکسکی واقع شده‌است.